# Surf Mesa
Powell Aguirre (nascido em 10 de Abril de 2000), conhecido artisticamente como Surf Mesa é um músico eletrônico americano de Seattle. Alcançou fama internacional com o single ILY (I Love You Baby), lançada em novembro de 2019.

## Carreira
Surf Mesa faz música desde a terceira série. O jovem de 20 anos queria estudar em uma faculdade técnica, mas um incidente médico o forçou a ficar na cama por três semanas. Durante esse tempo, ele decidiu se tornar um produtor musical.

## Discografia

### EPs
- 2019: bedroom (publicado pela primeira vez: 19 de abril de 2019)

### Singles
Mais singles
- 2019: Taken Away (feat. Alexa Danielle)
- 2019: warm snow
- 2019: i would
- 2019: outside (com Subtoll)
- 2019: white sand
- 2020: Somewhere (feat. Gus Dapperton)

### Remixes
- 2019: Subtoll - Sleeper
- 2020: Marshmello e Halsey - Be Kind